# Grammitis carnosula
Grammitis carnosula är en stensöteväxtart som först beskrevs av Christ, och fick sitt nu gällande namn av F. Seymour. Grammitis carnosula ingår i släktet Grammitis och familjen Polypodiaceae. Inga underarter finns listade.